# Madoi
Madoi (chiń. 玛多县; pinyin: Mǎduō Xiàn; tyb. རྨ་སྟོད་རྫོང་, Wylie: rma stod rdzong, ZWPY: Madoi Zong) – powiat w środkowych Chinach, w prowincji Qinghai, w prefekturze autonomicznej Golog. W 1999 roku liczył 10 717 mieszkańców.